# HMS Puffin (L52)
Le HMS Puffin (pennant number L52, à partir de 1940, K52) est un sloop côtier de classe Kingfisher construit pour la Royal Navy, et utilisé pendant la Seconde Guerre mondiale

## Construction
Le Puffin est commandé par l'Amirauté britannique le 21 mars 1935 pour le chantier naval de Alexander Stephen and Sons de Linthouse à Glasgow en Ecosse. La pose de la quille est effectuée le 12 juin 1935, le Puffin est lancé le 5 mai 1936 et mis en service le 26 août 1936.
La classe Kingfisher est une tentative de construire un navire de patrouille de moins de 600 tonnes, en raison de l'absence de clauses sur les navires de cette taille dans le traité naval de Londres de 1930. Il est prévu qu'il escorte le transport côtier en temps de guerre. Sa petite taille et son faible rayon d'action qui en résulte (il est basé sur un destroyer à échelle réduite) le rendent impropre au travail en haute mer.
Les navires de classe Kingfisher sont conçus comme des escortes côtières, aptes à remplacer les anciens navires utilisés pour la protection des pêcheries et la formation à la guerre anti-sous-marine en temps de paix, tout en étant adaptés à la production de masse en temps de guerre,.
Le Kingfisher mesure 71,32 m de longueur entre perpendiculaires et 74,12 m en longueur hors-tout, avec un maître-bau de 8,08 m et un tirant d'eau de 2,21 m,. Le déplacement est de 518 t en standard et de 752 t à pleine charge.
Deux chaudières à tubes d'eau Admiralty à 3 tambours alimentent deux turbines à vapeur à engrenages Parsons d'une puissance de 3 600 chevaux (2 700 kW), ce qui donne une vitesse de 20 nœuds (37 km/h). L'armement principal est un seul canon QF de 102 mm Mk V sur une monture à faible angle. Cela a été jugé suffisant pour traiter un sous-marin en surface. Huit mitrailleuses Lewis constituent l'armement antiaérien du navire. L'armement anti-sous-marin est relativement lourd à l'époque, avec une capacité de 40 charges de profondeur, lancées par deux lanceurs et deux goulottes, avec un sonar de type 124 monté dans un dôme rétractable,. Le navire possède un équipage de 60 officiers et hommes.
Le manque déplorable d'armement défensif a été résolu au début de la guerre en ajoutant plusieurs mitrailleuses Vickers sur le pont arrière des groupes Kingfisher et Kittiwake, selon les Shearwaters. Au fur et à mesure de leur disponibilité, deux canons Oerlikon de 20 mm ont été ajoutés, sur des supports de piédestal simples à l'arrière du rouf, la mitrailleuse inutile étant remplacée plus tard par une autre paire de ces armes. Le radar magnétron de type 271 a été ajouté sur le toit du pont au fur et à mesure de sa disponibilité, il s'agissait d'un ensemble d'indications cibles capable de détecter le château d'un bateau ou même le périscope ou le schnorkel d'un sous-marin. Un radar d'avertissement aérien de type 286 a été ajouté en tête de mât. Les navires qui avaient le canon Mark V sur le support ouvert HA Mark III avaient un bouclier ajouté pour donner aux équipages des armes à feu une mesure de protection sur le gaillard exposé.

## Histoire
Le 25 octobre 1939, le sous-marin allemand U-16 est coulé dans la Manche près de Douvres par des charges de profondeur du Puffin et du chalutier de lutte anti-sous-marine (ASW) HMS Cayton Wyke à la position géographique de 51° 09′ N, 1° 28′ E.
Le 19 mai 1940, le Puffin, accompagné d’un groupe de six chalutiers et de deux destroyers, participe à l'opération Quixote, coupant des câbles commerciaux du Royaume-Uni vers l'Europe au large des côtes de Norfolk.
Le 26 mars 1945, le Puffin percute et coule un sous-marin de poche allemand Seehund au large de Lowestoft. L'impact fait exploser les torpilles du U-boot,, mais le Puffin est si gravement endommagé qu'il est radié du service et considiré comme perte totale, et finalement vendu pour la démolition en 1947.

### Commandement
- Lieutenant Commander (Lt.Cdr.) William Francis Hollins (RN) du 12 décembre 1938 au 3 octobre 1939
- Lieutenant Commander (Lt.Cdr.) John Montagu Granville Waldegrave (RN) du 3 octobre 1939 au 21 avril 1940
- Lieutenant Commander (Lt.Cdr.) Earl Beattie (RN) du 21 avril 1940 au 11 septembre 1940
- Lieutenant (Lt.) Henry Kirkwood (RN) du 11 septembre 1940 au 28 juin 1942
- T/Lieutenant (T/Lt.) Alfred Stapledon Miller (RNZNVR) du 28 juin 19425 au mi-1945